# Duparc Rocks
Die Duparc Rocks sind eine Gruppe kleiner Rifffelsen zwischen 1,5 km und 3 km vor der Westküste des nördlichen Grahamlands auf der Antarktischen Halbinsel. Sie liegen 5 km nordöstlich des Kap Roquemaurel auf der Trinity-Halbinsel.
Der Falkland Islands Dependencies Survey nahm eine Kartierung auf Grundlage zwischen 1960 und 1961 durchgeführter Vermessungen vor. Das UK Antarctic Place-Names Committee benannte die Gruppe am 12. Februar 1964 nach Louis Emmanuel Le Maistre Duparc (1813–1846), Offizier auf der Astrolabe bei der von Jules Dumont d’Urville geführten Dritten Französischen Antarktisexpedition (1837–1840).